# 旭橋駅
旭橋駅（あさひばしえき）は、沖縄県那覇市泉崎一丁目にある、沖縄都市モノレール線（ゆいレール）の駅である。駅番号は6。

## 歴史
- 2003年（平成15年）8月10日：那覇空港駅 - 首里駅間開業と同時に開業[1][2]。
- 2014年（平成26年）10月20日：ICカード「OKICA」の利用が可能となる[3][4]。
- 2020年（令和2年）3月10日：ICカード「Suica」の利用が可能となる[5][6][7]。

## 駅構造
相対式ホーム2面2線を有する高架駅である。エスカレータ・エレベーターの設備がある。

### のりば
| 番線 | 路線                  | 方向 | 行先           |
| ---- | --------------------- | ---- | -------------- |
| 1    | ■沖縄都市モノレール線 | 下り | てだこ浦西方面 |
| 2    | ■沖縄都市モノレール線 | 上り | 那覇空港方面   |

### 駅設備
- コインロッカー - 改札外に設置
- ATM - 改札内に設置
- 公衆電話 - 改札外に設置
- 自動販売機（飲料）
- トイレ - 改札内に設置
- 売店 - 改札外横にコーヒーショップ（35 COFFEE SHOP）がある[8]。

## 利用状況
2022年度の1日平均乗車人員は3,598人である。
開業後の1日平均乗降人員および乗車人員の推移は下記の通り。
| 年度               | 1日平均 乗降人員 | 1日平均 乗車人員 | 出典     |
| ------------------ | ---------------- | ---------------- | -------- |
| 2003年（平成15年） | 3,469            | 1,694            | [ * 1 ]  |
| 2004年（平成16年） | 3,781            | 1,810            | [ * 2 ]  |
| 2005年（平成17年） | 4,079            | 1,951            | [ * 3 ]  |
| 2006年（平成18年） | 4,091            | 1,949            | [ * 4 ]  |
| 2007年（平成19年） | 4,194            | 1,966            | [ * 5 ]  |
| 2008年（平成20年） | 4,368            | 2,026            | [ * 6 ]  |
| 2009年（平成21年） | 4,168            | 1,959            | [ * 7 ]  |
| 2010年（平成22年） | 4,407            | 2,084            | [ * 8 ]  |
| 2011年（平成23年） | 4,456            | 2,115            | [ * 9 ]  |
| 2012年（平成24年） | 5,016            | 2,407            | [ * 10 ] |
| 2013年（平成25年） | 5,562            | 2,677            | [ * 11 ] |
| 2014年（平成26年） | 5,752            | 2,775            | [ * 12 ] |
| 2015年（平成27年） | 6,069            | 2,959            | [ * 13 ] |
| 2016年（平成28年） | 6,444            | 3,163            | [ * 14 ] |
| 2017年（平成29年） | 6,817            | 3,361            | [ * 15 ] |
| 2018年（平成30年） |                  | 3,893            | [ * 16 ] |
| 2019年（令和元年） | 8,749            | 4,308            |          |
| 2020年（令和02年） | 4,492            | 2,194            |          |
| 2021年（令和03年） |                  | 2,392            |          |
| 2022年（令和04年） |                  | 3,598            |          |

## 駅周辺
那覇市の中心市街地の西側に位置している。当駅の西側には国道58号、東側には久茂地川がモノレールに並行して通っているほか、駅南側の旭橋交差点で国道58号・国道330号・国道390号（サンシャイン通り）が交差している。
駅から久茂地川を挟んで東側に那覇バスターミナルがあり、久茂地川の上に架かる連絡橋を渡って行くことができる。なお、かつてこの場所には沖縄県営鉄道の那覇駅があった。
久茂地川東側の約4.5ヘクタールの地域では2002年から再開発事業が進められている。国道330号南側（旭町）の再開発区域全域に「カフーナ旭橋」の愛称が付けられている。久茂地川沿いのB-1街区と、B-1街区から沖縄国税総合庁舎を挟んで東側のC街区では官公庁ビル・オフィスビル・ホテルなどが、C街区の東隣のD-1街区ではマンション「フレスコア旭橋」が、C街区の南隣のE-1街区では駐車場がそれぞれ建てられた。那覇バスターミナルはA街区として再開発区域に含まれており、2018年10月1日に新ターミナルが完成した。
- 沖縄国税総合庁舎（沖縄国税事務所・那覇税務署）
- 総務省沖縄総合通信事務所
- 外務省沖縄事務所
- 沖縄県南部合同庁舎・沖縄県市町村自治会館
- カフーナ旭橋A街区 - 駅直結
  - 那覇バスターミナル
  - 那覇オーパ
  - 沖縄県立図書館
- 那覇港那覇ふ頭
- 琉球銀行本店
- 沖縄県労働金庫本店
- 東町郵便局
- 日本郵政グループ那覇ビル
  - 日本郵便沖縄支社
  - ゆうちょ銀行沖縄エリア本部（那覇支店は美栄橋郵便局に併設）
- おきでん那覇ビル（沖縄電力那覇支店）
- 沖縄バス本社・旭町整備工場
- 第一交通産業オフィスコート
- KDDI沖縄支店
- ラジオ沖縄
- 日本生命那覇支社
- リーガロイヤルグラン那覇
- サザンプラザ海邦
- 那覇東急REIホテル
- ホテルルートイン那覇旭橋駅東
- ダブルツリー by ヒルトン那覇（旧ホテルソルヴィータプレミア旭橋）

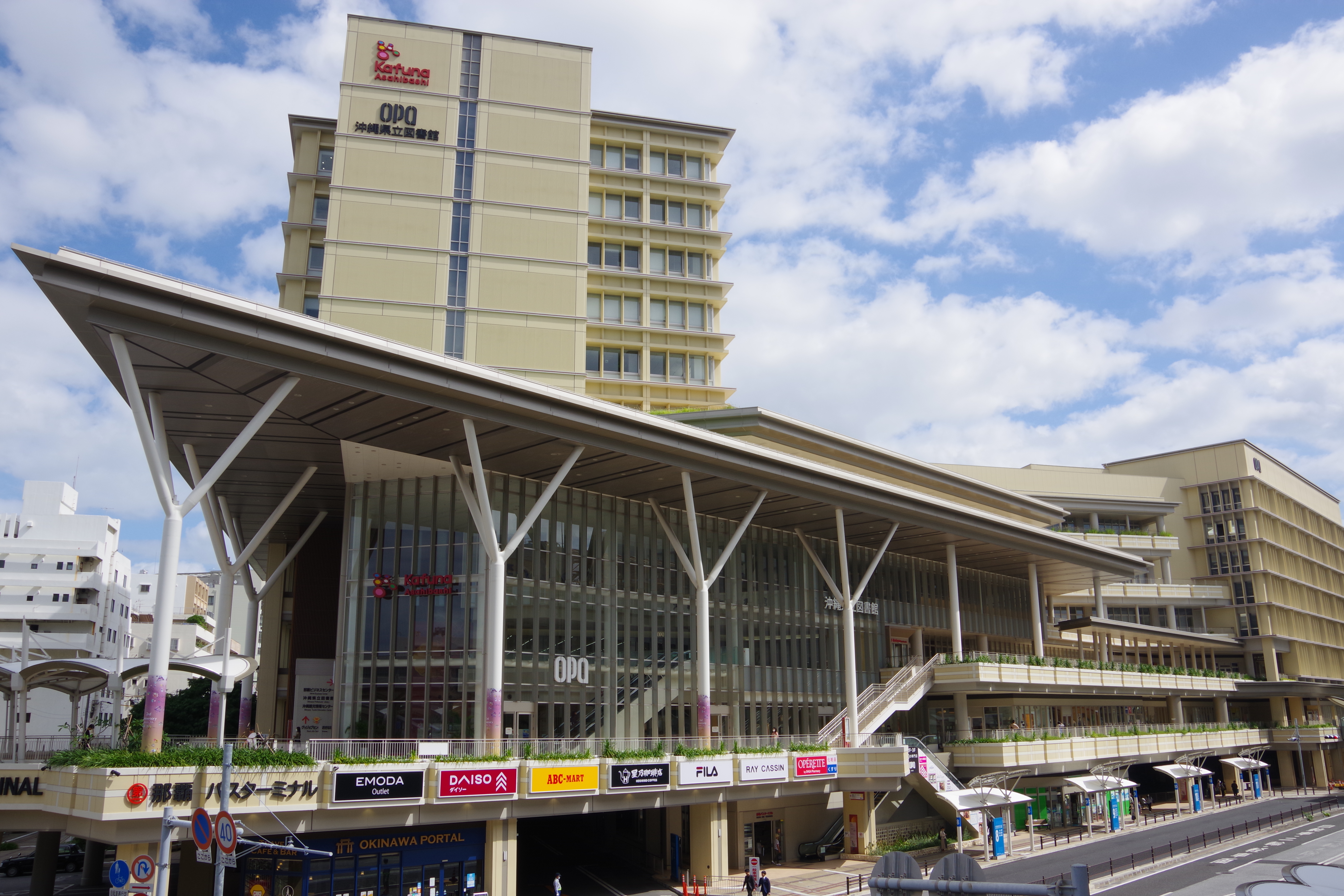
沖縄県立図書館（カフーナ旭橋A街区）
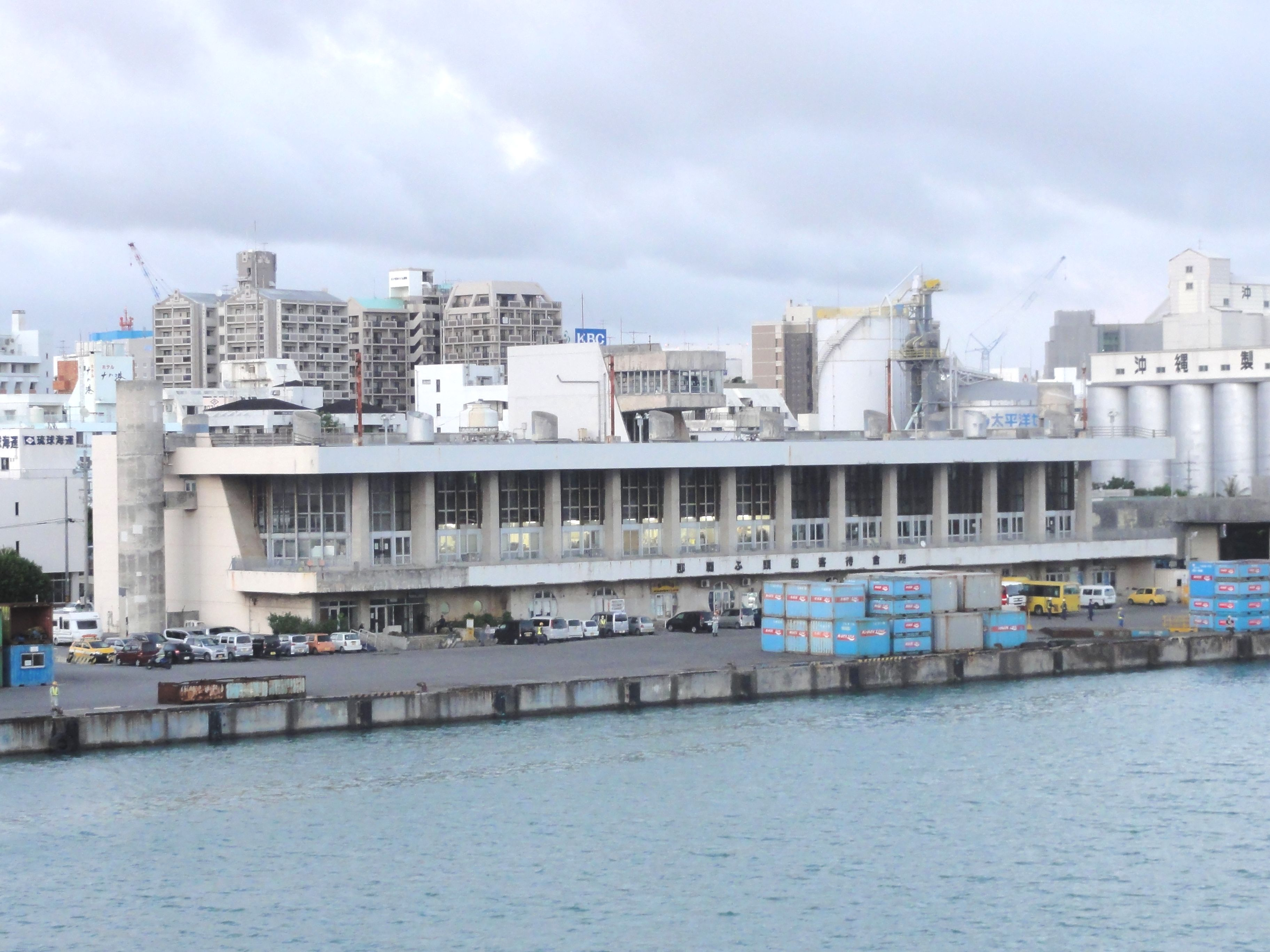
那覇ふ頭旅客待合所

## バス路線
旭橋駅前バス停
- 9番・小禄石嶺線　（那覇バス）
- 14番・繁多川開南線　（那覇バス）　※那覇バスターミナル側のみ停車。
- 北谷ライナー・美ら海ライナー（カリー観光） ※降車のみ
- 沖縄エアポートシャトル ※降車のみ

那覇バスターミナル・旭橋バス停・バスターミナル前バス停
「旭橋駅前バス停」は駅の直下にある。
ほかに、国道330号側に旭橋バス停、北東側（国際通り側）にバスターミナル前バス停、東側に上泉バス停、南東側に旭町バス停があり、那覇バスターミナル構内に発着している路線は路線ごとにこれらの停留所も通過する。

## その他
- 駅到着時の車内チャイムは、沖縄民謡「海のチンボーラー（うみぬちんぼーらー）」を編曲したものが流れる[16]。
- 2021年4月26日から同年6月27日まで駅構内に寝台特急「なは」号で使われていたヘッドマークが展示されていた[17][18]。これは最終列車の運転後、九州旅客鉄道（JR九州）から列車名のゆかりの地である那覇市に贈呈されたもので、譲渡後は長らくゆいレール展示館で展示されていた[17]。
- 戦前に当駅の周辺は沖縄県営鉄道の那覇駅があったため、出入口前には転車台跡が残っている[19]。

## 隣の駅
沖縄都市モノレール
■沖縄都市モノレール線（ゆいレール）
壺川駅（5） - 旭橋駅（6） - 県庁前駅（7）

### 記事本文

### 利用状況
1. ↑  沖縄県統計年鑑 - 沖縄県
2. ↑  那覇市統計書 - 那覇市

那覇市統計書
1. ↑  第44回那覇市統計書（平成16年版） (PDF)  - 167ページ
2. ↑  第45回那覇市統計書（平成17年版） (PDF)  - 167ページ
3. ↑  第46回那覇市統計書（平成18年版） (PDF)  - 169ページ
4. ↑  第47回那覇市統計書（平成19年版） (PDF)  - 169ページ
5. ↑  第48回那覇市統計書（平成20年版） (PDF)  - 169ページ
6. ↑  第49回那覇市統計書（平成21年版） (PDF)  - 169ページ
7. ↑  第50回那覇市統計書（平成22年版） (PDF)  - 169ページ
8. ↑  第51回那覇市統計書（平成23年版） (PDF)  - 167ページ
9. ↑  第52回那覇市統計書（平成24年版） (PDF)  - 167ページ
10. ↑  第53回那覇市統計書（平成25年版） (PDF)  - 167ページ
11. ↑  第54回那覇市統計書（平成26年版） (PDF)  - 165ページ
12. ↑  第55回那覇市統計書（平成27年版） (PDF)  - 165ページ
13. ↑  第56回那覇市統計書（平成28年版） (PDF)  - 165ページ
14. ↑  第57回那覇市統計書（平成29年版） (PDF)  - 165ページ
15. ↑  第58回那覇市統計書（平成30年版） (PDF)  - 165ページ
16. ↑  第59回那覇市統計書（令和元年版） (PDF)  - 165ページ